# ジェローム・カーシー
ジェローム・カーシー（Jerome Kersey, 1962年6月26日 -2015年2月18日 ）は、アメリカ合衆国バージニア州クラークスビル出身の元バスケットボール選手。北米男子プロバスケットボールNBAのポートランド・トレイルブレイザーズ、サンアントニオ・スパーズ、ロサンゼルス・レイカーズなどでプレーした。1999年のスパーズ優勝メンバー。

## 経歴

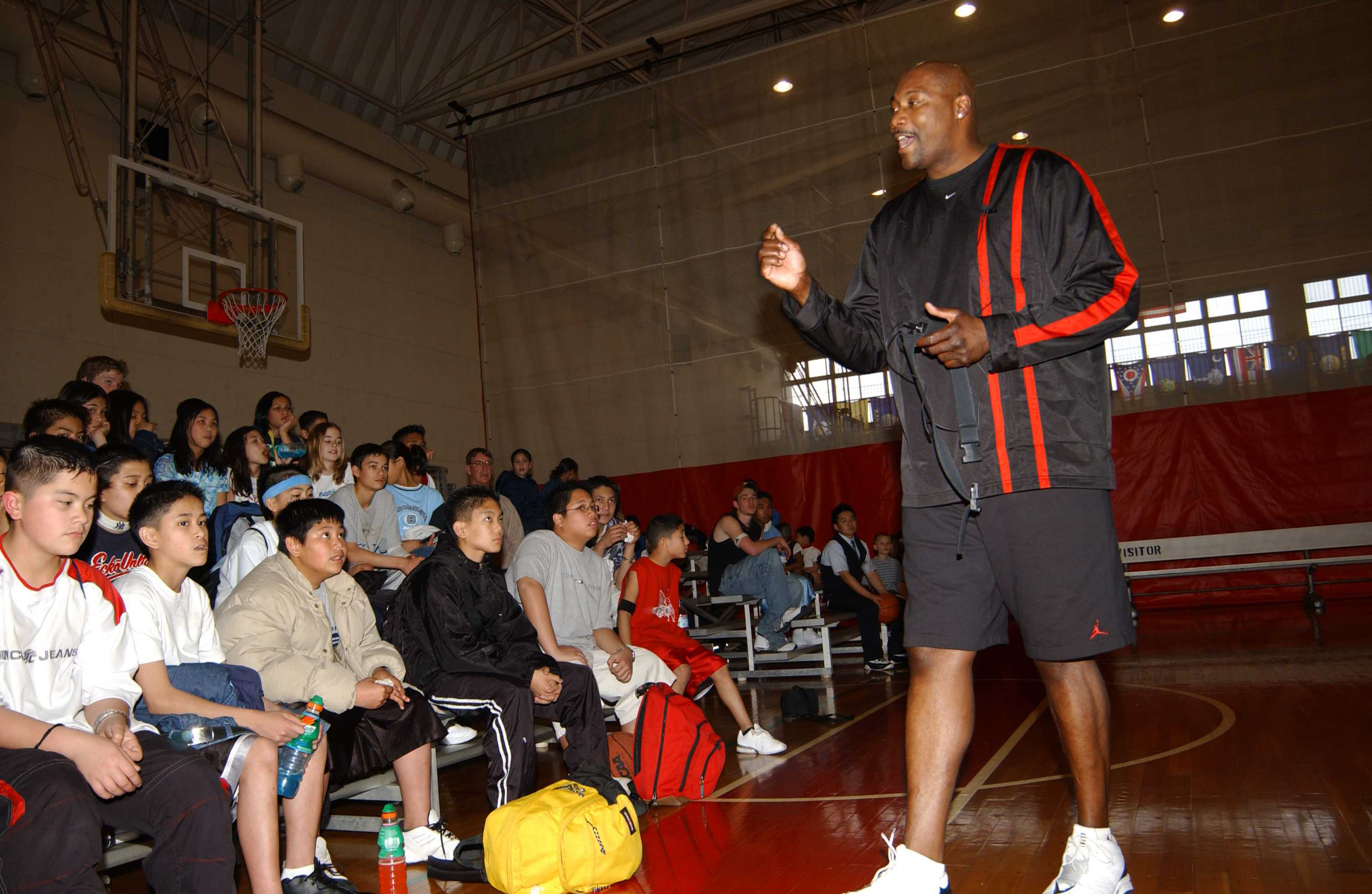

### 選手
ロングウッド大学で4シーズンをプレーした後、1984年のNBAドラフト2巡目46位でポートランド・トレイルブレイザーズに指名され入団し、NBAプレーヤーとなった。11シーズンをプレーした後、ゴールデンステート・ウォリアーズ、ロサンゼルス・レイカーズを経てサンアントニオ・スパーズに入団し、1999年の優勝に貢献した。
NBAでの通算成績は11,825得点(10.3ppg)、6,339リバウンド(5.5rpg)、1,439スティール(1.2spg)。

## 早逝
2015年2月18日、足に生じた血栓が肺血管に到達し、肺塞栓症で死亡した。